# Pasqual Malipiero
Pour les articles homonymes, voir Malipiero.
Pour les autres membres de la famille, voir Famille Malipiero.
Pasqual Malipiero, né en 1392 et mort le 7 mai 1462 à Venise, est le 66e doge de Venise du 30 octobre 1457 à sa mort.
Pasqual Malipiero est le fils de Francesco. Homme médiocre et sans grand succès professionnel et politique, il se retrouve sur le trône grâce à l'appui du parti qui s'oppose au doge Francesco Foscari.
Pendant les cinq ans de son règne, il ne se produit rien de notable et son dogat est peut-être un des plus anonymes et tranquilles de l'histoire vénitienne.

## Biographie
Il épouse Giovanna Dandolo, femme pleine de ressources qui fait naitre l'industrie de la dentelle et qui reçoit un des premiers livres imprimés. Ils ont trois fils et une fille.

### Le dogat

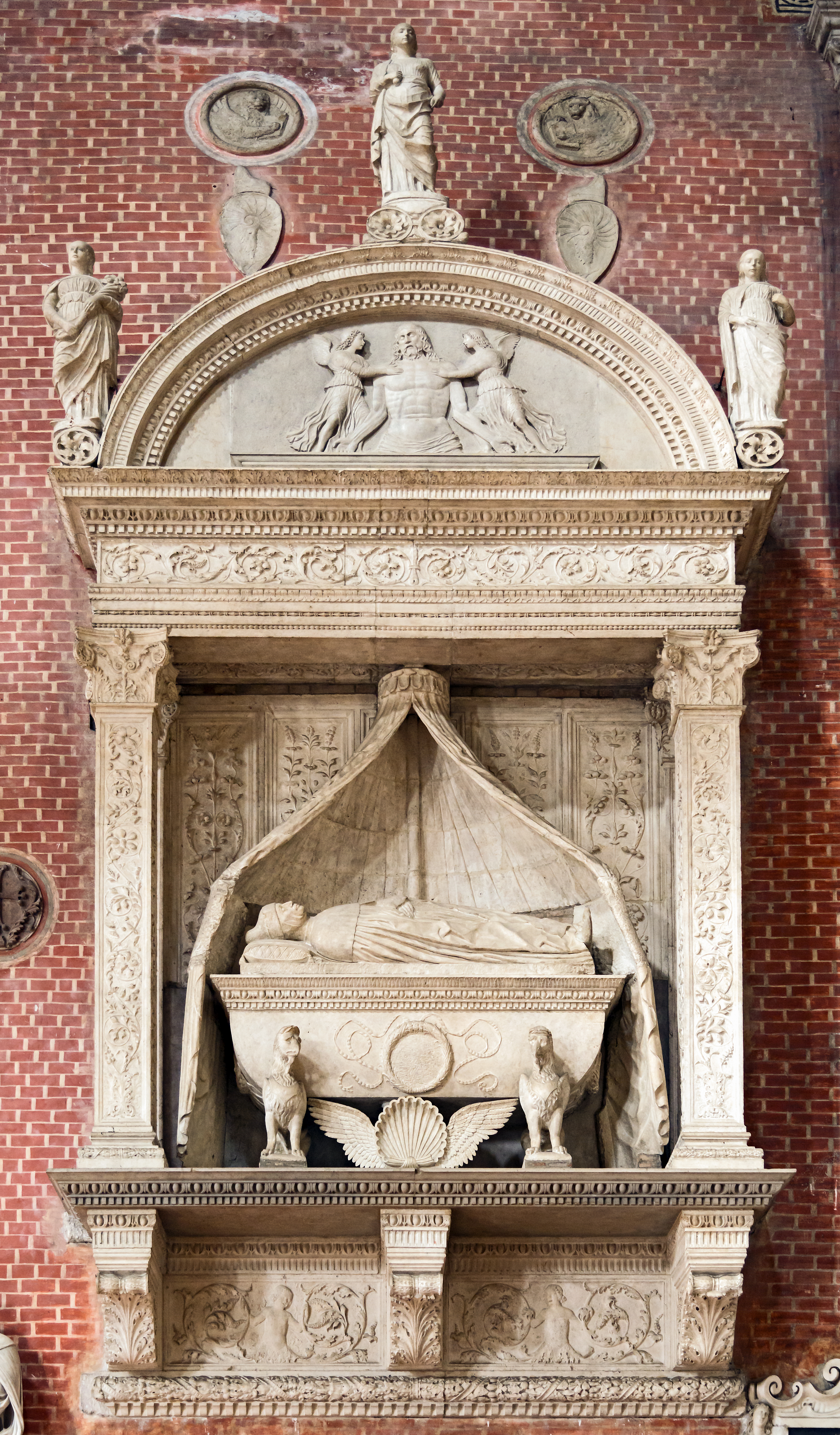
Monument dans la basilique de San Zanipolo

Malipiero est élu le 30 octobre 1457 alors que le doge Foscari est encore vivant. Deux jours après la mort de son prédécesseur, il décide de se présenter aux funérailles d'état, non voulues pas sa veuve, en habits de sénateur et non de doge.
Il est élu par les familles politiquement adversaires du parti de Foscari et pour cela son action gouvernementale reste faible. Souvent il refuse de prendre même les plus simples décisions. La différence avec son prédécesseur,  sûr de soi et décidé, se fait rapidement sentir et le peuple s'apercevant de cette faiblesse, le conteste et lui manque de respect.
En 1458, il signe quelques lois qui limitent le pouvoir du conseil des Dix.
En 1459, le pape Pie II demande à Venise des galères pour participer à une nouvelle croisade contre les infidèles mais le doge émet des réserves et rien ne se produit,  il reçoit le surnom de dux pacificus. Au cours de  son règne, la construction du portail de l'arsenal débute.
Les années suivantes se passent tranquillement jusqu'à sa mort le 7 mai 1462. Il est enterré dans la basilique de San Zanipolo.

## Sources
- (it) Cet article est partiellement ou en totalité issu de l’article de Wikipédia en italien intitulé « Pasquale Malipiero » (voir la liste des auteurs).